# Willow Creek (Alaska)
Pour les articles homonymes, voir Willow Creek.
Willow Creek est une localité (Census-designated place) d'Alaska, aux États-Unis, située dans la Région de recensement de Valdez-Cordova, dont la population était de 191 habitants en 2010. Elle est située à proximité de la Richardson Highway.
Les températures moyennes vont de −59 °C à 36 °C entre janvier et juillet.
L'économie locale est basée sur le tourisme, tandis que certains habitants pratiquent la chasse et la pêche.

## Démographie
| 2000 | 2010 | - | - | - | - |
| ---- | ---- | - | - | - | - |
| 201  | 191  | - | - | - | - |